# Odstęp RR
Odstęp RR – odstęp pomiędzy dwoma kolejnymi załamkami R w zapisie EKG. Prawidłowy rytm serca charakteryzuje się równymi odstępami RR (z tolerancją 160 ms).
W praktyce przy pomocy długości odstępu RR oblicza się częstość akcji serca, według wzoru:
{\displaystyle HR={\frac {v}{RR}}60s,}
gdzie:
- {\displaystyle HR} – częstotliwość akcji serca,
- {\displaystyle v} – prędkość przesuwu taśmy (zwykle jest to 25 mm/s lub 50 mm/s),
- {\displaystyle RR} – długość odstępu RR (w milimetrach).